# ستيفن تول
ستيفن تول (بالإنجليزية: Stephen Tall)‏ (14 يونيو 1908، روسفيل في الولايات المتحدة - 15 يناير 1981 في الولايات المتحدة)؛ روائي أمريكي.